# Коньчице (Малопольское воеводство)
Коньчи́це (пол. Kończyce) — деревня в Польше в сельской гмине Михаловице Краковского повета Малопольского воеводства.

## География
Деревня располагается в 10 км от административного центра воеводства города Краков. Около деревни протекает река Длубня. Деревня располагается около Длубнянского ландшафтного парка.

## Транспорт
Село связано с Краковом автобусными маршрутами № 250 и № 260.

## История
Первое упоминание о деревне относится к 1383 году. С начала XVII века село принадлежало Станиславу Кшепскому герба Лодзя. В последующее время владельцами села были Ян Кухарский герба Годземба и Антоний Чежницкий герба Топор.
С 1795 года входило в состав Краковского повета, потом с 1818 года до 1951 год находилось в составе Мехувского повета. В 1975—1998 годах деревня входила в состав Краковского воеводства.
В 1971 году в селе было 19 домохозяйств с 104 жителями. В селе в это время действовали мельница на Длубне, пивоварня и корчма. В настоящее время в селе насчитывается 69 домохозяйств с 218 жителями.

## Население
По состоянию на 2013 год в селе проживало 221 человек.
| 2010 | 2013 |
| ---- | ---- |
| 214  | 221  |

| Перепись  | Всего   | Всего | Женщины | Женщины | Мужчины | Мужчины |
| --------- | ------- | ----- | ------- | ------- | ------- | ------- |
| Единицы   | человек | %     | человек | %       | человек | %       |
| Население | 221     | 100   | 108     |         | 113     |         |

## Известные жители и уроженцы
- Новак, Юзеф (1925—1984) — польский актёр.